# Yvonne Sandberg-Fries
Yvonne Sandberg-Fries (n. 14 octombrie 1950, Umeå, Comitatul Västerbotten, Suedia – d. 20 decembrie 2020, Comuna Karlskrona, Comitatul Blekinge, Suedia) a fost o politiciană suedeză, membru al Parlamentului European în perioada 1999-2004 din partea Suediei.